# Rudá Shirley
Rudá Shirley, v anglickém originále Red Shirley; je americký krátký film z roku 2010. Ve filmu je zachycen rozhovor Lou Reeda se svou setřenicí Shirley Novick, natočený den před jejími stými narozeninami (narodila se v roce 1909). Žena vyrůstala v malé vesnici v Polsku během první světové války a později odjela do Spojených států amerických. Film byl představen v roce 2010 na festivalu Viennale. Později byl představen i v Česku a to na Jihlavském festivalu dokumentárních filmů. Jedná se o první film, ve kterém se Reed představil v roli režiséra.